# Krzysztof Zapała

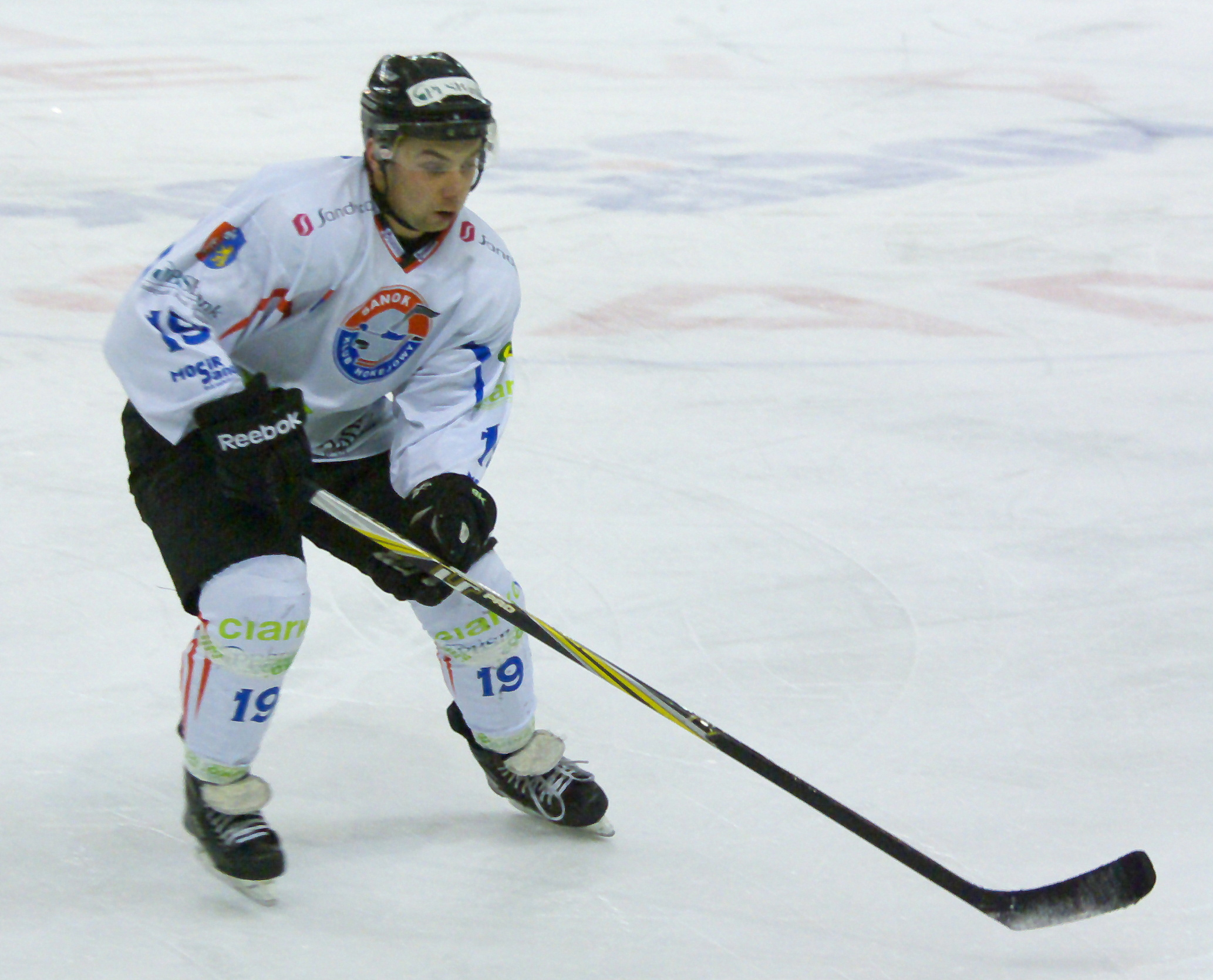
Krzysztof Zapała w barwach Ciarko PBS Bank KH Sanok (2012).

Krzysztof Zapała (ur. 11 lutego 1982 w Nowym Targu) – polski hokeista, reprezentant kraju, menedżer hokejowy. 

## Kariera klubowa
- Podhale Nowy Targ (2000–2010)
- Ciarko PBS Bank KH Sanok (2010–2013)
- 1928 KTH Krynica (2013)
- Ciarko PBS Bank KH Sanok (2013–2015)
- MMKS Podhale Nowy Targ (2015–2019)
- STS Sanok (2019)

Wychowanek Podhala Nowy Targ. Od 2010 zawodnik Ciarko PBS Bank KH Sanok. Po zdobyciu z tą drużyną mistrzostwa Polski w marcu 2012, przedłużył o kolejny rok kontrakt z klubem. W klubie występował do końca sezonu 2012/2013. Od 2013 gracz 1928 KTH Krynica. Po ośmiu meczach w barwach tej drużyny w sezonie Polska Hokej Liga (2013/2014) rozwiązał kontrakt i zdecydował się powrócić do Sanoka. W maju 2014 przedłużył kontrakt z klubem o rok. Od maja 2015 ponownie zawodnik MMKS Podhale Nowy Targ. Po sezonie PHL 2016/2017 przedłużył umowę z nowotarskim klubem. Latem 2019 przestał być członkiem drużyny Podhala.
W trakcie kariery określany pseudonimami Kazek, Zapałka.

## Kariera reprezentacyjna
Występował w juniorskich reprezentacjach Polski do lat 18 i do lat 20, z którymi uczestniczył w MŚ juniorów do lat 18 w 2000 (Grupa B), MŚ juniorów do lat 20 2001, 2002 (Dywizja I). Następnie został reprezentantem kadry seniorów. Od 2008 wystąpił z nią w mistrzostwach świata: 2008 (Dywizja I), 2009 (Dywizja I), 2011 (Dywizja I), 2012 (Dywizja IB), 2013 (Dywizja IB), 2014 (Dywizja IB), 2015, 2016, 2017, 2018 (Dywizja IA). Łącznie w kadrze seniorskiej rozegrał 135 oficjalnych spotkań międzypaństwowych, w których zdobył 30 bramek.

## Sukcesy
Reprezentacyjne
- Awans do mistrzostw świata Dywizji I Grupy A: 2014

Klubowe
- Złoty medal mistrzostw Polski (4 razy): 2007, 2010 z Podhalem Nowy Targ, 2012, 2014 z Ciarko PBS Bank KH Sanok
- Srebrny medal mistrzostw Polski (1 raz): 2004 z Podhalem Nowy Targ
- Brązowy medal mistrzostw Polski (5 razy): 2006, 2008, 2009, 2016, 2018 z Podhalem Nowy Targ
- Mistrzostwo Interligi (1 raz): 2004 z Podhalem Nowy Targ
- Puchar Polski (4 razy): 2003, 2004 z Podhalem Nowy Targ, 2010, 2011 z Ciarko PBS Bank KH Sanok
- Finał Pucharu Polski (4 razy): 2005 z Podhalem, 2013, 2014 z Ciarko PBS Bank KH Sanok, 2015 z Podhalem

Indywidualne
- Mistrzostwa świata do lat 18 w hokeju na lodzie mężczyzn 2000/Grupa B:
  - Pierwsze miejsce w klasyfikacji skuteczności wygrywanych wznowień w turnieju: 62,11%[16]
- Mistrzostwa Świata Juniorów w Hokeju na Lodzie 2001/I Dywizja:
  - Pierwsze miejsce w klasyfikacji asystentów turnieju: 5 asyst[17]
  - Piąte miejsce w klasyfikacji kanadyjskiej turnieju: 7 punktów[18]
- Mistrzostwa Świata w Hokeju na Lodzie 2009/I Dywizja:[19]
  - Pierwsze miejsce w klasyfikacji skuteczności wygrywanych wznowień: 66,04%
- Puchar Polski w hokeju na lodzie:
  - Zdobywca zwycięskiego gola w finale
- Mistrzostwa Świata w Hokeju na Lodzie 2014/I Dywizja Grupa B:
  - Pierwsze miejsce w klasyfikacji asystentów turnieju: 7 asyst[20]
  - Czwarte miejsce w klasyfikacji kanadyjskiej turnieju: 7 punktów[21]
- Mistrzostwa Świata w Hokeju na Lodzie 2016/I Dywizja#Grupa A:
  - Pierwsze miejsce w klasyfikacji asystentów turnieju: 5 asyst[22]
- Mistrzostwa Świata w Hokeju na Lodzie 2018/I Dywizja#Grupa A:
  - Czwarte miejsce w klasyfikacji strzelców turnieju: 3 gole[23]
  - Piąte miejsce w klasyfikacji skuteczności wygrywanych wznowień: 57,29%[24]